# تورلوقمر
تورلوقمر (به انگلیسی: Turloughmore) یک منطقهٔ مسکونی در ایرلند است که در شهرستان گالوی واقع شده‌است.

## خصوصیات
تورلوقمر ۲۶ متر بالاتر از سطح دریا واقع شده‌است.